# Caulkicephalus
Caulkicephalus es un género de pterosaurio pterodactiloideo de la familia Ornithocheiridae que vivió en lo que hoy es la Isla de Wight, Inglaterra.

## Descripción
Entre 1995 y 2003 fragmentos de huesos de un pterosaurio desconocido fueron hallados en la localidad de Yaverland cerca de Sandown. Los descubrimientos fueron efectuados en una capa de arcilla parda de la Formación Wessex del Grupo Wealden, que data del Cretácico Inferior (en el Barremiense, hace cerca de 130 millones de años).
En 2005 un nuevo género y descrito por Lorna Steel, David Martill, David Unwin y John Winch. La especie tipo es Caulkicephalus trimicrodon. El nombre del género se deriva de "Caulkhead", un apodo tradicional para los residentes de la isla de Wight, y del término griego kephale, "cabeza". El nombre de la especie, trimicrodon, significa "tres pequeños dientes", en referencia a su dentición.
El holotipo es IWCMS 2002.189.1, 2, 4: tres piezas, más o menos contiguas, del frente del hocico. También se han referido paratipos: IWCMS 2002.189.3, un techo craneal posterior parcial; IWCMS 2003.2, un hueso cuadrado izquierdo; IWCMS 2003.4, un posible yugal parcial; ICWMS 2002.237, un fragmento de 44 milímetros de largo de la primera falange del dedo del ala; IWCMS 2002.234.1-4, cuatro fragmentos contiguos de la primera falange, con una longitud conjunta de 245 milímetros; IWCMS 2002.233, un posible extremo distal de 64 milímetros de largo de la segunda falange; IWCMS 2002.236, un fragmento del eje de una posible cuarta falange; y IWCMS 2003.3, un probable fragmento de un hueso de las extremidades posteriores. Los fósiles solo estaban levemente comprimidos.
Los fragmentos del hocico tiene una longitud combinada de 290 milímetros. Sobre la parte superior del hocico se encuentra una cresta, que no llegaba a ser de punta redondeada. Los dientes se habían perdido, exceptuando aquellos de reemplazo presentes dentro del hueso de la mandíbula, pero su número, orientación y tamaño pueden ser inferidos a partir de sus alvéolos, los cuales sin embargo han desaparecido parcialmente en el lado derecho. Estos son ovales y levemente elevados sobre el hueso de la mandíbula. Los primeros dos pares apuntaban levemente hacia el frente; los dientes más posteriores apuntaban más hacia los lados; los más posteriores permanecían perpendiculares a la mandíbula. Los dientes incrementaban de tamaño hasta el tercer par de dientes que eran los más largos. El cuarto par era igual al primero mientras que el quinto, sexto y séptimo eran notablemente menores, menos de la mitad de tamaño; es a esta característica a la que hace referencia su nombre de especie. Los pares ocho, nueve y diez igualaban de nuevo al primero. Después de un estrecho hiato entre el segundo y tercer fragmento de mandíbula aparecen cuatro alvéolos a cada lado de este último, pero estos no se sitúan en pares opuestos. El número de dientes en la mandíbula superior parece haber sido de al menos catorce.
Los dientes menores estaban situados en una área comprimida del hocico, la cual tenía un amplio extremo final con grandes dientes, formando así una especie de "trampa", que se cree generalmente que era una adaptación para capturar presas escurridizas como los peces.
El fragmento craneal posterior, un neurocráneo dañado, muestra en su parte superior la base de una cresta parietal, que probablemente apuntaba hacia atrás. Esta parece haber estado separada de la cresta del hocico.
Caulkicephalus fue asignado por sus descriptores a la familia Ornithocheiridae en vista de su estrechamiento en la mitad del hocico. La cresta del hocico fue vista como una indicación de que pertenecía al grupo más general Ornithocheiroidea sensu Unwin, mientras que la cresta parietal fue sugerida como una sinapomorfia, un rasgo nuevo compartido, del más estrecho grupo Euornithocheira. Las características únicas de esta especie, es decir sus autapomorfias, se encuentran en los detalles de su dentadura, las suturas que corrían hacia arriba y a la inversa entre el premaxilar y el maxilar, y el hecho de que el borde medio del paladar comenzaba (o finalizaba) en el noveno par de dientes.
La capa en la cual se hallaron sus fósiles no consistía de sedimentos marinos, sino que contenía residuos de plantas terrestres; esto es una posible indicación de un hábitat terrestre. David Martill estimó que Caulkicephalus tenía una envergadura de cerca de cinco metros.